# Carlos Menditeguy
Carlos Alberto Menditéguy Estrugamou (Buenos Aires, 10 agosto 1915 – Buenos Aires, 28 aprile 1973) è stato un pilota automobilistico argentino che ha partecipato a competizioni di Formula 1.

## Risultati in Formula 1
| 1953 | Scuderia      | Vettura |     |  |  |  |  |  |  |  |  |  |  | Punti | Pos. |
| ---- | ------------- | ------- | --- |  |  |  |  |  |  |  |  |  |  | ----- | ---- |
| 1953 | Simca-Gordini | T16     | Rit |  |  |  |  |  |  |  |  |  |  | 0     |      |

| 1954 | Scuderia       | Vettura        |    |  |  |  |  |  |  |  |  |  |  | Punti | Pos. |
| ---- | -------------- | -------------- | -- |  |  |  |  |  |  |  |  |  |  | ----- | ---- |
| 1954 | Onofre Marimon | Maserati A6GCM | NP |  |  |  |  |  |  |  |  |  |  | 0     |      |

| 1955 | Scuderia | Vettura |     |  |  |  |  |  |   |  |  |  |  | Punti | Pos. |
| ---- | -------- | ------- | --- |  |  |  |  |  | - |  |  |  |  | ----- | ---- |
| 1955 | Maserati | 250F    | Rit |  |  |  |  |  | 5 |  |  |  |  | 2     | 19º  |

| 1956 | Scuderia | Vettura |     |  |  |  |  |  |  |  |  |  |  | Punti | Pos. |
| ---- | -------- | ------- | --- |  |  |  |  |  |  |  |  |  |  | ----- | ---- |
| 1956 | Maserati | 250F    | Rit |  |  |  |  |  |  |  |  |  |  | 0     |      |

| 1957 | Scuderia | Vettura |   |     |  |     |     |  |  |  |  |  |  | Punti | Pos. |
| ---- | -------- | ------- | - | --- |  | --- | --- |  |  |  |  |  |  | ----- | ---- |
| 1957 | Maserati | 250F    | 3 | Rit |  | Rit | Rit |  |  |  |  |  |  | 4     | 14º  |

| 1958 | Scuderia      | Vettura       |   |  |  |  |  |  |  |  |  |  |  |  |  |  |  |  |  |  |  |  |  |  |  |  | Punti | Pos. |
| ---- | ------------- | ------------- | - |  |  |  |  |  |  |  |  |  |  |  |  |  |  |  |  |  |  |  |  |  |  |  | ----- | ---- |
| 1958 | Sud Americana | Maserati 250F | 7 |  |  |  |  |  |  |  |  |  |  |  |  |  |  |  |  |  |  |  |  |  |  |  | 0     |      |

| 1960 | Scuderia            | Vettura    |   |  |  |  |  |  |  |  |  |  |  | Punti | Pos. |
| ---- | ------------------- | ---------- | - |  |  |  |  |  |  |  |  |  |  | ----- | ---- |
| 1960 | Scuderia Centro Sud | Cooper T51 | 4 |  |  |  |  |  |  |  |  |  |  | 3     | 19º  |

| Legenda | 1º posto     | 2º posto | 3º posto    | A punti         | Senza punti/Non class.  | Grassetto – Pole position Corsivo – Giro più veloce |
| Legenda | Squalificato | Ritirato | Non partito | Non qualificato | Solo prove/Terzo pilota | Grassetto – Pole position Corsivo – Giro più veloce |